# Centro de Geologia Eschwege
O Centro de Geologia Eschwege ministra cursos na área de geologia, assim como cede sua infraestrutura para grupos de pesquisadores e grupos em atividades didáticas ou de pesquisa na Serra do Espinhaço, em Diamantina, Minas Gerais.
Em outubro de 1969 foi fundado por um grupo de pesquisadores alemães. Funcionou durante 10 anos como Instituto Eschwege e só foi incorporado a UFMG em março de 1979, quando então passou a funcionar como órgão complementar do Instituto de Geociências, nas depêndencias da histórica Casa da Glória, adquirida com esta finalidade pelo Ministério de Educação e Cultura.
O CGE é o mais tradicional núcleo de ensino e treinamento de Geologia de Campo do Brasil, atendendo a centenas de estudantes de geologia por ano, vindos de praticamente todas as universidades brasileiras.